# Марк Октавий (народный трибун)
Марк Октавий (лат. Marcus Octavius) — народный трибун Древнего Рима в конце II — начале I века до н. э.
Точный год его трибуната неизвестен. Известно, что он провёл закон о повышении цен на хлеб, который с подачи Гая Гракха продавался в ущерб казне, но в угоду плебсу. Закон Цицерон оценивает положительно, так как новая форма продажи зерна «была благодетельна и для граждан и для государства». Цицерон также называет Октавия одним из ораторов-защитников республики.